# Empoasca multicornis
Empoasca multicornis är en insektsart som beskrevs av Rowland Southern 1982. Empoasca multicornis ingår i släktet Empoasca och familjen dvärgstritar. Inga underarter finns listade i Catalogue of Life.